# アレックス・ファーガソン
サー・アレクサンダー・チャップマン・ファーガソン CBE（Sir Alexander Chapman "Alex" Ferguson CBE、1941年12月31日 - ）は、スコットランド・グラスゴー出身の元サッカー指導者、元サッカー選手。

## 概要
サッカー史上最高の監督の1人であり、1986年から27年間、マンチェスター・ユナイテッドの監督を務め、13度のプレミアリーグ優勝、2度のUEFAチャンピオンズリーグ優勝に導いた。
愛称は「ファギー」。2000年にナイト位を叙勲されたため「サー」の敬称をつけて呼ばれることもある。試合中は気が短く顔を紅潮させて激怒する姿がしばしば見られ「ヘアードライヤー」なる異名もある。顔を近づけて怒鳴るため選手の髪の毛がふわふわと揺れるからである。また、試合中は常にガムを噛んでいた。

## 経歴

### 選手時代
16歳でクイーンズ・パークFCとアマチュア契約を結んだ。アマチュア選手だったため他にも仕事をして生計をたてていた。その後セント・ジョンストンFCに移籍したが完全なレギュラー確保には至らなかった上に、試合中に頬骨、鼻骨を骨折して1カ月間の離脱を強いられ、復帰後の3試合でチームは1-8、0-7、2-9と大敗。この結果、サッカー選手を諦めカナダに行こうとしていた。しかし、強豪レンジャーズFCとの試合でハットトリックを決め、チームに大金星をもたらす活躍を見せる。レンジャーズのホームスタジアムであるアイブロックス・スタジアムでレンジャーズ相手にハットトリックを達成したのはファーガソンが初めてであった。その後、ファーガソンはダンファームリン・アスレティックFCとプロ契約を交わし、正式にプロサッカー選手となった。ダンファームリン・アスレティックではスコティッシュ・フットボールリーグの1部リーグで得点王となっている。レンジャーズFC等でプレーし1974年に引退。現役時代からサッカーのコーチングスクールに通う等、指導者となる準備をしていた。

### 指導者の道へ
現役引退後、スコットランド3部イーストスターリングシャーFCで指導者としてのキャリアをスタートした。週給40ポンドのパートであったが、当時登録選手がわずか8名で専門のゴールキーパーすら持たなかった「英国最悪のクラブ（ファーガソン自身の言葉）」をわずか117日間でリーグ首位に押し上げると、当時2部リーグに所属していたセント・ミレンFCに引き抜かれ本格的に指導者としての道を歩み始める。セント・ミレンでは1976-77シーズンに2部リーグを優勝し、1部リーグに昇格させた。しかし、1978年に解雇された。

### アバディーンFC
アバディーンFCの監督に就任。当時スコットランド国内を席巻していたセルティックFCとレンジャーズFCを抑え、リーグ優勝3回、国内カップ優勝4回、リーグカップ優勝1回の成績を残し、1983年にはUEFAカップウィナーズカップを優勝した。1983-84シーズンにはダブルを達成したが、スコットランドにおいてはセルティックとレンジャーズの2強以外では、現在までファーガソンが率いたアバディーンが達成したのみである。

### スコットランド代表
アバディーンの監督を務めながら、スコットランド代表のアシスタントコーチも兼任した。ジョック・ステイン監督と共に1986 FIFAワールドカップ出場を目指したが、ヨーロッパ予選のプレーオフ出場をかけた試合中にジョック・ステイン監督が倒れ、プレーオフ進出を決めたものの後に死去。代役としてファーガソンが監督となり、ワールドカップ出場をかけたプレーオフを見事に勝利し、本大会出場を決めた。1986 FIFAワールドカップではグループリーグで敗退している。

### マンチェスター・ユナイテッド
1986年、当時低迷していたマンチェスター・ユナイテッドFCの監督に就任した。最初の3年間はタイトルを獲得出来ずにいたが、規律を重視したチーム作りでクラブを常勝軍団に育て上げ、1989-90シーズンにFAカップを優勝し就任してから初のタイトルを獲得。翌シーズンには自身2度目となるUEFAカップウィナーズカップ優勝を果たし、1992-93シーズンには26年ぶりとなるリーグ優勝を果たした。1993-94シーズンと1995-96シーズンにはダブル、1999年にはイングランド初のプレミアリーグとFAカップ、UEFAチャンピオンズリーグを制覇してのトレブルを成し遂げた他、2度のプレミアリーグ3連覇、2008年の2度目のチャンピオンズリーグ優勝等、25年以上の長期にわたりクラブの指揮を執り続け、20以上の主要タイトルを獲得した。
2011年5月、12度目のプレミアリーグ優勝を果たした。この結果、マンチェスター・ユナイテッドはフットボールリーグ時代の7度の優勝と合わせてイングランドのリーグ戦での優勝回数が19回となり、リーグ優勝18回だったリヴァプールFCを抜いて史上最多となった。2013年4月、2シーズンぶり13度目のプレミアリーグ優勝を果たすとともに、フットボールリーグからの優勝回数が通算20回となった。
2013年5月8日、2012-13シーズンでの退任と監督業からの引退を発表した。

## 人物
戦術やサッカースタイルよりも規律を重んじ、選手育成やチームの基礎固めに手腕を発揮する。攻守共にシンプルで柔軟なサッカーを好んでいる。若手の育成に定評があり、「ファーギーズ・フレッジリングス」（アレックス・ファーガソンの雛鳥）と呼ばれたライアン・ギグス、ガリー・ネヴィル、ポール・スコールズ、デビッド・ベッカムなど代表レベルの選手を多く育ててきた。戦術としてはターンオーバーを積極的に用い、相手のレベルによっては先発11人を全員入れ替えることすらある。
発言がストレートなため、自ら育てたデビッド・ベッカム、絶対的エースであったルート・ファン・ニステルローイをレアル・マドリードへ追いやり、ライバルチームであるアーセナルFCのアーセン・ベンゲル監督やチェルシーFCの監督のジョゼ・モウリーニョとしばしば舌戦を繰り広げた。しかしながら、モウリーニョがチェルシーを解任された（2007年9月）際には「彼がイングランドを去ったのは、イングランドサッカー界にとって大きな損失だ。彼を超えるチェルシーの監督は現れないだろう」と語った。

## エピソード

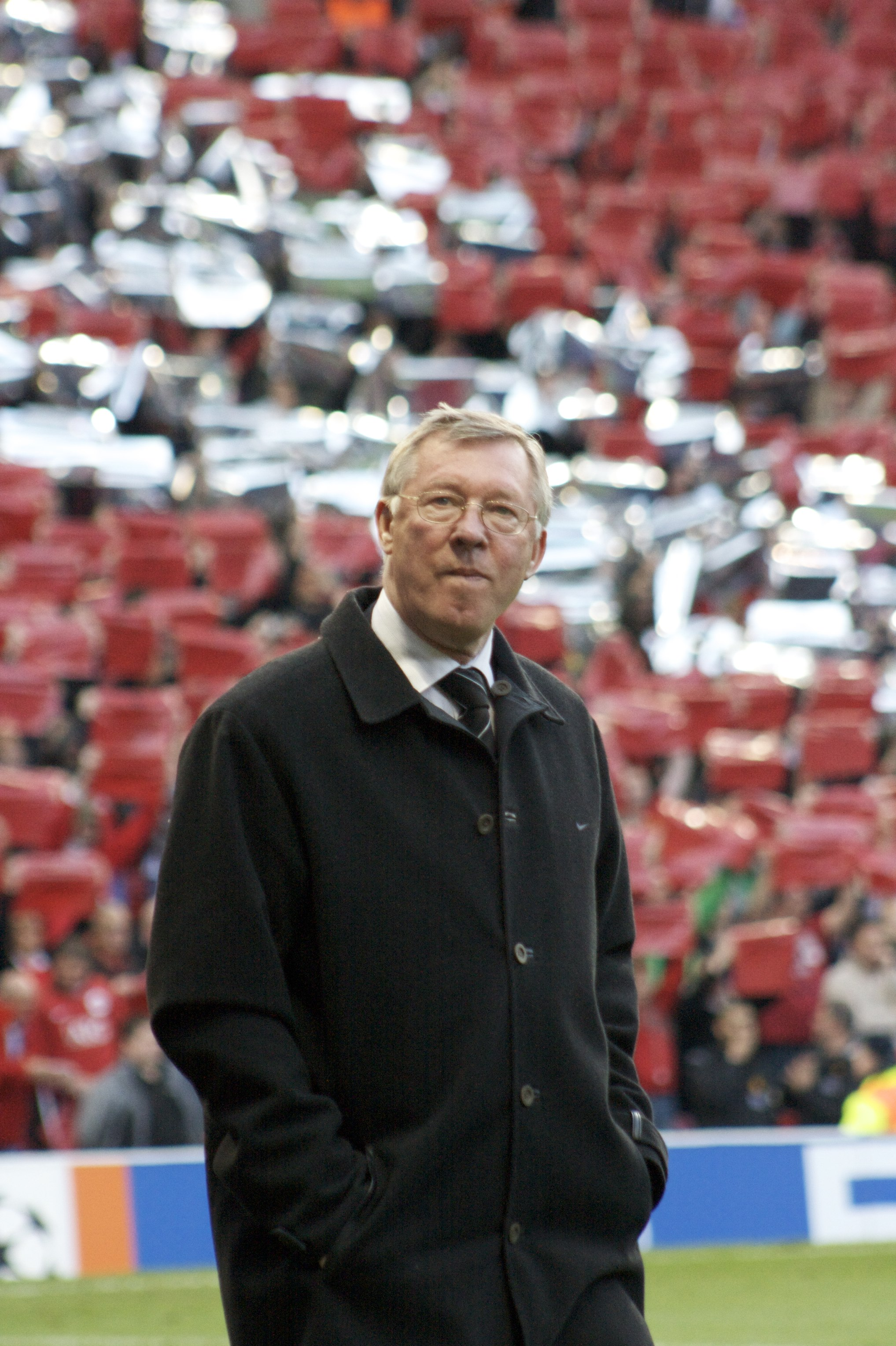
オールド・トラッフォードでのファーガソン

- アイルランドの名馬・ロックオブジブラルタルの競走馬としての権利の半分を、元々同馬を所有していたマンチェスター・ユナイテッドの大株主でもあるジョン・マグナーからプレゼントされ、共同馬主として所有していた。しかし同馬の引退後種牡馬としての所有権を巡りマグナーとトラブルになり、一時はマンチェスター・ユナイテッドの監督を解任されるのではとの憶測が飛び交った（詳しくはロックオブジブラルタル#所有権をめぐるトラブルを参照）。なお、個人馬主としては2024年のネオムターフカップを勝ったSpirit Dancerを所有している。

- 2004年に放送された「Father and Son」というBBCのドキュメンタリーの中で、代理人である息子のジェイソンが自らが担当する選手が移籍市場において有利となるよう父の影響力を不当に行使しているとの批判が行われた。ファーガソンはこれを息子に対する人格攻撃であるとして強く反発した。以後「Match of the Day」などBBCが製作するサッカー番組でのインタビューを一切受け付けないようになり、試合後のインタビューはアシスタントコーチが担当することになった。2010-11シーズンからリーグの規約で監督の試合後インタビューが義務付けられたが、ファーガソンはこれに応ぜずクラブは罰金を支払った。2011年8月25日にファーガソンはBBCの重役と会合し、ボイコットを終わらせるとの共同コメントが発表された[8]。

- 2007年9月、ロンドン市内の駅で暴漢に襲われ足に軽いケガを負った[9]。

- 当時まだ14歳だったライアン・ギグスの家に毎晩通い、入団するように説得に当たったという[10]。

- 2011年11月、マンチェスター・ユナイテッドFCの本拠地であるオールド・トラッフォードのノーススタンドが「サー・アレックス・ファーガソン・スタンド」と命名された。彼の監督生活25周年を記念し、これまでの功績を称え命名されたものである。

## 戦術
基本は4‐4‐2と4‐4‐1‐1のシステムを使用していたが、相手チームや選手のコンディションをみて4‐3‐3と4‐2‐3‐1もオプションとして使用。また、ターンオーバーを積極的に採用してエース級の選手でもコンディションが悪ければメンバーを入れ替えた。

## 監督成績
| クラブ                         | 就任           | 退任           | 記録  | 記録  | 記録 | 記録 | 記録  | 記録  | 記録   | 記録   |
| クラブ                         | 就任           | 退任           | 試合  | 勝    | 分   | 負   | 得点  | 失点  | 得失点 | 勝率 % |
| ------------------------------ | -------------- | -------------- | ----- | ----- | ---- | ---- | ----- | ----- | ------ | ------ |
| イースト・スターリングシャーFC | 1974年6月1日   | 1974年10月20日 | 17    | 10    | 3    | 4    | 36    | 27    | +9     | 058.82 |
| セント・ミレン                 | 1974年10月21日 | 1978年5月31日  | 151   | 63    | 39   | 49   | 252   | 207   | +45    | 041.72 |
| アバディーン                   | 1978年6月1日   | 1986年11月5日  | 453   | 268   | 105  | 80   | 898   | 364   | +534   | 059.16 |
| スコットランド                 | 1985年9月10日  | 1986年6月13日  | 10    | 3     | 4    | 3    | 8     | 5     | +3     | 030.00 |
| マンチェスター・ユナイテッド   | 1986年11月6日  | 2013年5月19日  | 1,500 | 895   | 338  | 267  | 2,769 | 1,365 | +1404  | 059.67 |
| 通算                           | 通算           | 通算           | 2,131 | 1,239 | 489  | 403  | 3,963 | 1,968 | +1995  | 058.14 |

## タイトル

### 指導者時代

#### クラブ
セント・ミレン
- リーグ（2部）: 1回 (1976-77)

アバディーンFC
- スコティッシュ・プレミアリーグ：3回 (1979-80, 1983-84, 1984-85)
- スコティッシュカップ：4回 (1981-82, 1982-83, 1983-84, 1985-86)
- スコティッシュリーグカップ：1回 (1985-86)
- UEFAカップウィナーズカップ：1回 (1982-83)
- UEFAスーパーカップ：1回 (1983-84)

マンチェスター・ユナイテッド
- プレミアリーグ：13回 (1992-93, 1993-94, 1995-96, 1996-97, 1998-99, 1999-00, 2000-01, 2002-03, 2006-07, 2007-08, 2008-09, 2010-11, 2012-13)
- FAカップ：5回 (1989-90, 1993-94, 1995-96, 1998-99, 2003-04)
- フットボールリーグカップ：4回 (1991-92, 2005-06, 2008-09, 2009-10)
- FAコミュニティ・シールド：10回 (1990, 1993, 1994, 1996, 1997, 2003, 2007, 2008, 2010, 2011)
- UEFAチャンピオンズリーグ：2回 (1998-99, 2007-08)
- UEFAカップウィナーズカップ：1回 (1990-91)
- UEFAスーパーカップ：1回 (1991)
- トヨタカップ：1回 (1999)
- FIFAクラブワールドカップ：1回 (2008)

※1998-99シーズンはリーグ優勝、FAカップ優勝、チャンピオンズリーグ優勝の3冠を達成。

### 個人
- プレミアリーグ月間最優秀監督：27回（1993年8月,1994年10月,1996年2月,1996年3月,1997年2月,1997年10月,1999年1月,1999年4月,1999年8月,2000年3月,2000年4月,2001年2月,2003年4月,2003年12月,2005年2月,2006年3月,2006年8月,2006年10月,2007年2月,2008年1月,2008年3月,2009年1月,2009年4月,2009年9月,2011年1月,2011年8月,2012年10月）※2018年12月現在、最多受賞
- プレミアリーグ年間最優秀監督 : 11回（1993-94, 1995-96, 1996-97, 1998-99, 1999-00, 2002-03, 2006-07, 2007-08, 2008-09, 2010-11, 2012-13）
- プレミアリーグ殿堂 : 2023年

## 関連情報

### 著書
- 東本貢司 訳『監督の日記』NHK出版、1998年10月。ISBN 978-4140803868。
- 野間けい子 訳『マネージング・マイ・ライフ 知将:アレックス・ファーガソン自伝』日刊スポーツ出版社、1999年12月。ISBN 978-4817202079。
- 小林玲子 訳『アレックス・ファーガソン自伝』日本文芸社、2014年5月。ISBN 978-4537260830。
- 喜多直子 訳『アレックス・ファーガソン 人を動かす』日本文芸社、2016年3月。ISBN 978-4537261394。

### 関連書籍
- 田邊雅之『ファーガソンの薫陶 勝利をもぎ取るための名将の心がまえ』幻冬舎、2012年9月。
- マイケル・グラント、ロブ・ロバートソン 著、中川泉、宮崎真紀 訳『名将の軌跡 名サッカー監督はスコットランドから生まれる』SBクリエイティブ、2013年3月。ISBN 978-4797372236。
- ポール・スミス 著、松宮寿美 訳『アレックス・ファーガソン 伝説を創った指導力』SBクリエイティブ、2013年6月。ISBN 978-4797373509。
- マイク・カーソン 著、タカ大丸 訳『ザ・マネージャー 名将が明かす成功の極意』SBクリエイティブ、2013年9月。ISBN 978-4797374032。